# Работодател
Работодателят (на английски: employer) е лице или по-често фирма и компания, които осигуряват работа, при което на работещия/ите се осигурява заплата чрез трудово правоотношение и сключване на трудов договор. В този смисъл, работодателят е една от двете страни при сключване на трудов договор, като другата страна е съответно наетия служител. Работодателят възлага работа на своите подчинени и има право да следи за изпълнението на отделните задачи. 
Както и работещите, така и работодателите могат да се организират в представляващи ги организации.

## В България
Съгласно българския Кодекс на труда (обн. ДВ. бр.26 от 1 април 1986 г., в сила от 1 януари 1987 г.), „работодател“ е всяко физическо лице, юридическо лице или негово поделение, както и всяко друго организационно и икономически обособено образувание (предприятие, учреждение, организация, кооперация, стопанство, заведение, домакинство, дружество и други подобни), което самостоятелно наема работници или служители по трудово правоотношение, включително за извършване на надомна работа и работа от разстояние и за изпращане за изпълнение на работа в предприятие ползвател.
Работодателите имат право, без предварително разрешение, свободно да образуват по свой избор организации, които да ги представляват и защитават, както и доброволно да встъпват и да излизат от тях, като се съобразяват само с техните устави. Организациите на работодателите представляват и защитават своите интереси чрез колективно преговаряне, участие в тристранното сътрудничество и чрез други действия съгласно закона.